# Estadio Maktoum bin Rashid Al Maktoum
El Estadio Maktoum bin Rashid Al Maktoum, en (árabe: استاد هزاع بن زايد ), también nombrado Estadio Al-Shabab es un estadio de usos múltiples ubicado en la ciudad de Dubái en los Emiratos Árabes Unidos, el recinto lleva el nombre del Jeque Al Maktum fallecido en 2006. Es el estadio del Al Shabab Al Arabi Club de la Liga Profesional de Fútbol Emirati. El estadio fue inaugurado en 1996 y posee una capacidad para 18 000 espectadores.